# Province d'Afrique
Pour les articles homonymes, voir Afrique (homonymie).
146 av. J.-C. – Ve siècle apr. J.-C.
534–698
Entités précédentes :
- Carthage antique
- Royaume de Numidie

Entités suivantes :
- Royaume vandale

L’Afrique, ou Afrique proconsulaire, est une ancienne province romaine située sur la côte méditerranéenne de l'Afrique. Son territoire comprend le nord et le sud-est de l'actuelle Tunisie, le nord-est de l'Algérie et le nord-ouest de la Libye.
La province d'Afrique est créée en 146 av. J.-C.,, après la destruction de Carthage, au terme de la troisième guerre punique ; ayant Utique pour capitale, elle est séparée du royaume de Numidie par une ligne de démarcation, la Fossa regia. En 46 av. J.-C., Rome annexe la Numidie avec le nom de « nouvelle province d'Afrique » (Africa Nova) pour la distinguer de la première (Africa Vetus). Vers 40-39 av. J.-C., les deux provinces sont réunies dans la province appelée d'Afrique proconsulaire ; ayant Carthage pour capitale, elle s'étend, d'ouest en est, de l'embouchure de l'Ampsaga (aujourd'hui l'Oued-el-Kebir, en Algérie) au promontoire de l'autel des frères Philènes (aujourd'hui Ras el-Ali, en Libye). En 303, celle-ci est divisée par Dioclétien en trois provinces : la Tripolitaine, la Byzacène et l'Afrique proconsulaire résiduelle, aussi appelée Zeugitane.

## Histoire

### Conquête par Rome

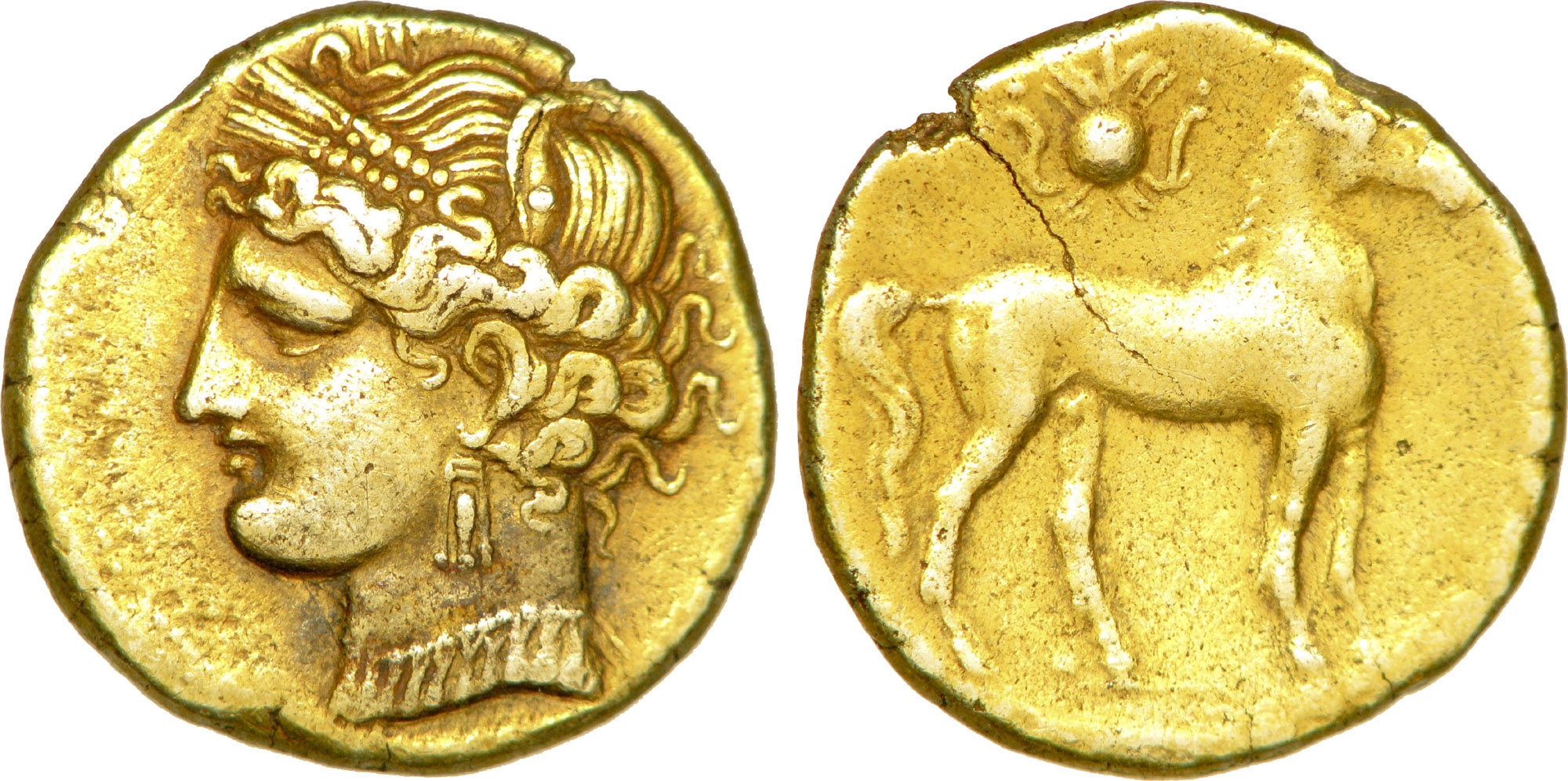
Tridrachme en électrum de Carthage frappé à Zeugitane.

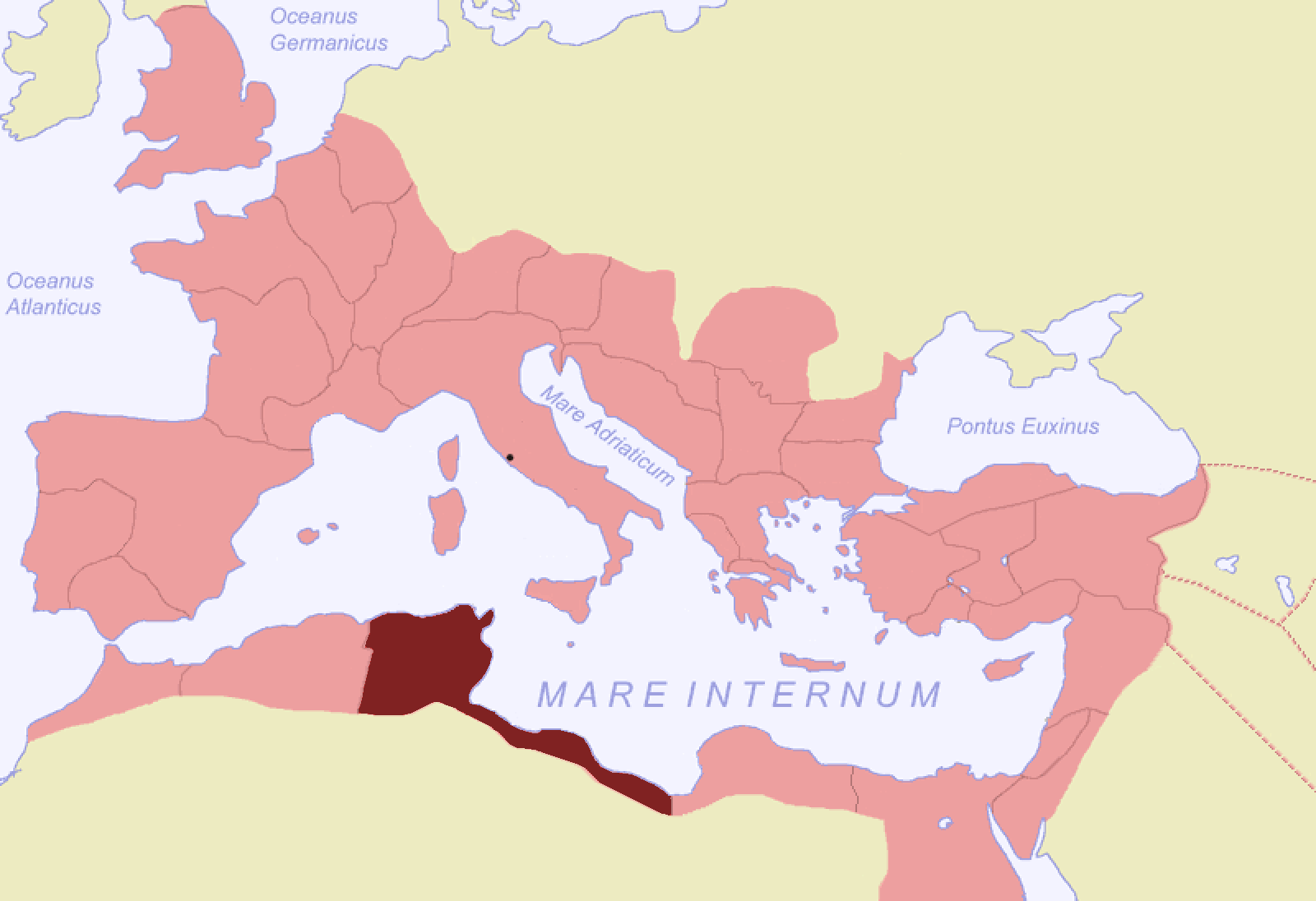
Étendue de la province d'Afrique vers 120.

Villes de l'Empire romain vers 125.

Carte du golfe de Tunis où est situé Carthage.

La province d’Afrique fut conquise en 146 av. J.-C. lors de la troisième guerre punique, qui opposait les cités de Carthage et de Rome. En 149 av. J.-C., le consul Scipion Émilien débarqua dans le territoire de Carthage et prit la ville après un siège de trois ans.
Après cette victoire, la ville de Carthage fut détruite et son site voué aux dieux infernaux par une cérémonie d’execratio. Le territoire (chôra) de la cité fut annexée à l’ager publicus, le domaine public de la ville de Rome, formant ainsi une nouvelle province. Sept cités qui ont pris le parti de Rome pendant la guerre conservent leur liberté et ne sont donc pas annexées à l’ager publicus : Utique, Hadrumète, Leptis Minor, Thapsus, Acholla, Usula et Theudalis.

### Période de la République

#### Projets de colonisation
Le territoire de la nouvelle province était assez important, de 20 000 à 25 000 km2, mais peu densément peuplé, 700 000 habitants au maximum avant la conquête romaine, et surtout extrêmement fertile. Il constituait donc un territoire de colonisation rêvé pour le parti des populares tentant de résoudre les crises économique et sociale frappant la plèbe romaine par la redistribution de terres de l’ager publicus aux paysans appauvris. En 124 av. J.-C. une épidémie ravagea l’Afrique, libérant de nouvelles terres pour une éventuelle colonisation. Ce phénomène ne doit pas être assimilé à la colonisation européenne de l’époque moderne et contemporaine ; pendant l’Antiquité, coloniser c’est fonder une colonie, une cité dépendant de la métropole et bénéficiant de ses lois et de sa protection. En 122 av. J.-C. le tribun de la plèbe C. Sempronius Gracchus, chef du parti des populares, fonda une colonie sur le territoire de l’ancienne Carthage : la colonia Iunonia Karthago. Cette colonie était alors la seule existante en dehors de l’Italie. Les terres distribuées aux colons représentaient 300 000 ha, ce qui sous-entend une dispersion des colons dans la province. En 121 av. J.-C., Gracchus fut assassiné et le parti des populares remplacé par celui des optimates, représentants de l’aristocratie romaine ; le mouvement de colonisation subit alors un coup d’arrêt.

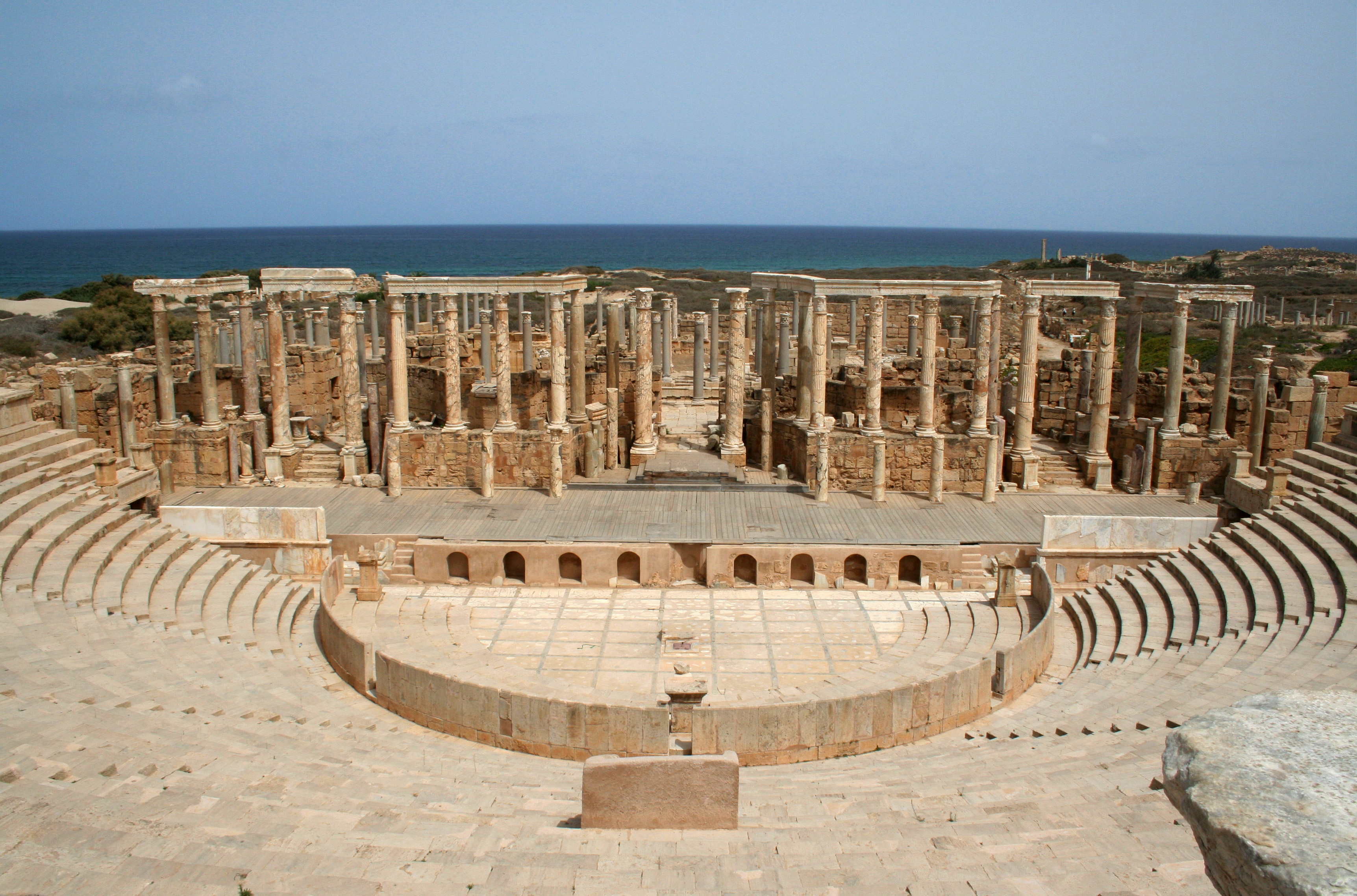
Théâtre de la ville de Leptis Magna.

#### Relations avec les royaumes voisins
La province d’Afrique était bordée à l’ouest et au sud par le royaume numide, organisée après la deuxième guerre punique par le roi massyle Massinissa, allié de Scipion l'Africain. À la mort de Micipsa, fils de Massinissa, une querelle sur sa succession opposa ses fils Adherbal et Hiempsal et son neveu Jugurtha. Cette querelle déboucha sur une guerre dans laquelle Rome dut intervenir contre Jugurtha. En 111 av. J.-C. une première campagne menée par le consul L. Calpurnius Bestia n’eut que peu d’effet ; ce dernier finit d'ailleurs par conclure un armistice avec Jugurtha. Il fallut en 107 av. J.-C. mener une nouvelle campagne contre le roi Numide. C'est le consul Marius et son second Sylla qui, grâce à l’alliance du roi maure Bocchus, réussirent à capturer Jugurtha en 105 av. J.-C.. La Numidie ne fut pas annexée entièrement à la province. Seul l'est et le sud du royaume, son débouché sur les plaines de la Medjerda et le golfe de la petite Syrte, furent rattachés à l’ager publicus. La ville de Leptis Magna, située dans cette région, reçut elle le privilège de liberté pour s’être rangée du côté de Rome dans le conflit.
Le Royaume numide proprement dit fut donné à un demi-frère de Jugurtha, Gauda, qui le divisa plus tard entre ses deux fils. À partir de là, il ne fut guère plus qu’un protectorat romain.

#### Lutte entre Marius et Sylla (vers 80)
Lors de la guerre menée contre Jugurtha le consul Marius, qui devint chef des populares à Rome, avait engagé dans son armée des « prolétaires », des paysans sans terre. Pour les récompenser de leur fidélité, il fit voter à Rome en 103 av. J.-C. une loi attribuant à chaque vétéran 252 ha de terres. Les auxiliaires recrutés dans le peuple nomade des Gétules reçurent aussi ces dons en même temps que la citoyenneté romaine. Les implantations de ces vétérans se firent dans la région du royaume numide récemment annexée, ce qui permettait de consolider la frontière avec les territoires du roi Gauda. L'implantation fut importante, rassemblant de 6 000 à 10 000 personnes. On ne peut toutefois pas y voir une colonisation au sens propre puisqu’aucune colonie ne fut fondée dans ce territoire. Lors de la guerre civile qui opposa les partisans de Marius et ceux de son ancien second Sylla entre 88 av. J.-C. et 83 av. J.-C., l’Afrique constitua un bastion pour les marianistes, grâce notamment à la présence de ces vétérans de l’armée de Marius.
En 81 av. J.-C., les marianistes d’Afrique détrônèrent le roi de Numidie orientale Hiempsal II, fils de Gauda, partisan de Sylla. Ils furent vaincus par une alliance regroupant le roi maure Bocchus et le second de Sylla, Pompée et en 80 av. J.-C. Hiempsal fut restauré. Les syllaniens lui reconnurent même une juridiction sur les Gétules fait citoyens romains par Marius. En 75 av. J.-C. les populares empêchèrent le retour dans le giron numide des territoires annexés en 105 av. J.-C., mais il fut reconnu à Hiempsal en 64 av. J.-C. l’indépendance de ses terres vis-à-vis de l’ager publicus. Le roi numide est alors un allié des optimates et des pompéiens, successeurs dans une certaine mesure des syllaniens. La rivalité grandissante entre Jules César et Pompée ne manque pas d’avoir des répercussions sur le royaume numide. En 50 av. J.-C., à la mort de Hiempsal, le tribun césarien Curion propose l’annexion de la Numidie orientale, ce qui précipite le nouveau roi Juba Ier dans le camp pompéien, qui contrôle alors toute la province.

#### Lutte entre César et Pompée (vers -48)
En 49 av. J.-C., une première expédition menée par Curion est défaite par les troupes numides. Lors de la défaite pompéienne de Pharsale en 48 av. J.-C., les dirigeants du parti pompéien se réfugient en Afrique, où ils forment avec les armées numides une force de plus de 70 000 hommes, dernier obstacle pour César. Ce dernier débarque en 47 av. J.-C. avec six légions. Il compte sur l’alliance du roi maure et celle des Gétules, soumis aux Numides depuis 80 av. J.-C. 
En 46 av. J.-C., un Campanien exilé en Maurétanie, P. Sittius, réussit avec l’appui maure à vaincre le roi de Numidie occidentale, Massinissa II, engagé aux côtés de son cousin Juba. 
Les Numides et les pompéiens sont pris entre deux feux et vaincus dans la plaine de Thapsus. 
Le roi Juba se suicide, de même que Caton d'Utique, le leader pompéien. 
La victoire de César est donc totale.
César réorganise l’Afrique romaine : le royaume de Numidie occidentale est pour moitié annexé par le royaume maure et pour moitié confié à P. Sittius ; le royaume de Numidie orientale est annexé à l’ager publicus et devient une nouvelle province : l’Africa nova ou Afrique nouvelle. Pour la différencier l’ancienne province d’Afrique prend alors le nom d’Africa vetus Afrique ancienne. 
Dans la droite ligne de la politique de Marius, César reprend la colonisation en Afrique en envoyant des vétérans italiens, mais aussi gaulois voire africains fonder des ports sur la côte africaine. Cette politique lui permet d’installer ses vétérans, mais aussi de contrôler les trajets de cabotage du blé africain, nécessaire au ravitaillement de Rome.

#### Prise en main de l’Afrique par Octave (44-36)

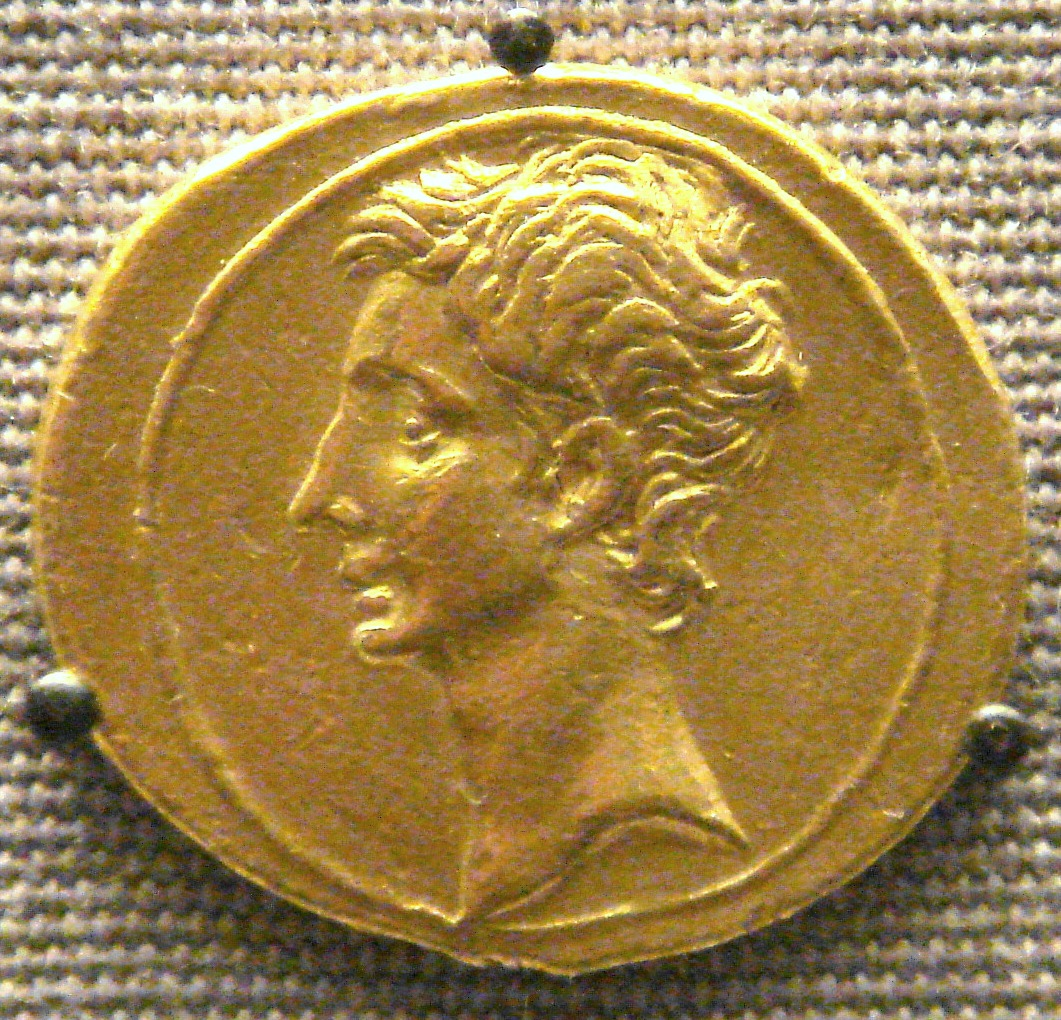
Aureus représentant Octave datant de 30 av. J.-C.

Cette nouvelle organisation est bouleversée par la troisième guerre civile, qui oppose entre 44 et 42 av. J.-C. les héritiers de César, Octave, Lépide et Marc Antoine, et ses assassins, Brutus et Cassius.
Le prince numide Arabion, fils du dernier roi de Numidie occidentale, tente de reconquérir son royaume sur Sittius en 44 av. J.-C. Au même moment le gouverneur de l’Afrique nouvelle, T. Sextius, partisan du triumvirat césarien, élimine son homologue d’Afrique ancienne, partisan du Sénat. En 41 av. J.-C., il élimine Arabion et offre au triumvirat une Afrique unie.
Cette dernière est confiée en 40 av. J.-C. à Lépide. Mais en 36 av. J.-C. ce dernier intrigue contre Octave, qui lui confisque ses possessions. Les deux provinces d’Afrique sont désormais gouvernées par un même magistrat, généralement ancien consul, qui porte le titre de proconsul, d’où le nom d’Afrique proconsulaire que l’on donne à la province unifiée en 27 av. J.-C..
| ÉVOLUTION DE LA PROVINCE AFRICAINE | ÉVOLUTION DE LA PROVINCE AFRICAINE                 | ÉVOLUTION DE LA PROVINCE AFRICAINE                 | ÉVOLUTION DE LA PROVINCE AFRICAINE                 | ÉVOLUTION DE LA PROVINCE AFRICAINE      | ÉVOLUTION DE LA PROVINCE AFRICAINE      | ÉVOLUTION DE LA PROVINCE AFRICAINE                                          | ÉVOLUTION DE LA PROVINCE AFRICAINE                                          | ÉVOLUTION DE LA PROVINCE AFRICAINE |
| ---------------------------------- | -------------------------------------------------- | -------------------------------------------------- | -------------------------------------------------- | --------------------------------------- | --------------------------------------- | --------------------------------------------------------------------------- | --------------------------------------------------------------------------- | ---------------------------------- |
| Début de la conquête romaine       | Carthage                                           | Carthage                                           | Carthage                                           | Royaume de Numidie orientale (Massyles) | Royaume de Numidie orientale (Massyles) | Numidie occidentale (Massæsyles)                                            | Numidie occidentale (Massæsyles)                                            | Royaume de Maurétanie              |
| de 146 av. J.-C.                   | Afrique                                            | Afrique                                            | Afrique                                            | Numidie                                 | Numidie                                 | Numidie                                                                     | Numidie                                                                     | Maurétanie                         |
| de 105 av. J.-C.                   | Africa (après annexion d'une partie de la Numidie) | Africa (après annexion d'une partie de la Numidie) | Africa (après annexion d'une partie de la Numidie) | Numidie orientale                       | Numidie orientale                       | Numidie occidentale                                                         | Numidie occidentale                                                         | Maurétanie                         |
| de 45 av. J.-C.                    | Africa Vetus                                       | Africa Vetus                                       | Africa Vetus                                       | Africa Nova                             | Colonia Cirta Sittianorum               | Maurétanie orientale (La Numidie occidentale est rattachée à la Maurétanie) | Maurétanie orientale (La Numidie occidentale est rattachée à la Maurétanie) | Maurétanie occidentale             |
| de 27 av. J.-C.                    | Afrique Proconsulaire                              | Afrique Proconsulaire                              | Afrique Proconsulaire                              | Afrique Proconsulaire                   | Afrique Proconsulaire                   | Maurétanie                                                                  | Maurétanie                                                                  | Maurétanie                         |
| de 41 apr. J.-C.                   | Afrique Proconsulaire                              | Afrique Proconsulaire                              | Afrique Proconsulaire                              | Afrique Proconsulaire                   | Afrique Proconsulaire                   | Maurétanie césarienne                                                       | Maurétanie césarienne                                                       | Maurétanie tingitane               |
| de 193                             | Afrique Proconsulaire                              | Afrique Proconsulaire                              | Afrique Proconsulaire                              | Numidie                                 | Numidie                                 | Maurétanie césarienne                                                       | Maurétanie césarienne                                                       | Maurétanie Tingitane               |
| Après la réforme de Dioclétien     | Tripolitaine                                       | Bizacène                                           | Zeugitane                                          | Numidie                                 | Numidie                                 | Maurétanie sétifienne                                                       | Maurétanie césarienne                                                       | Maurétanie Tingitane               |

### Période du Haut-Empire

#### Réorganisation d'Auguste: création d'une hiérarchie de cités
Octave, qui porte à partir de 27 av. J.-C. le titre d’Auguste, qui devient le nom sous lequel il est principalement connu, reprend la politique de colonisation de Jules César, mise en sommeil par Lépide. La politique d'Auguste consiste à accentuer la romanisation de l’Afrique en structurant la province selon le modèle de la cité, avec une hiérarchie urbaine distinguant les colonies romaines, les municipes et les cités pérégrines.

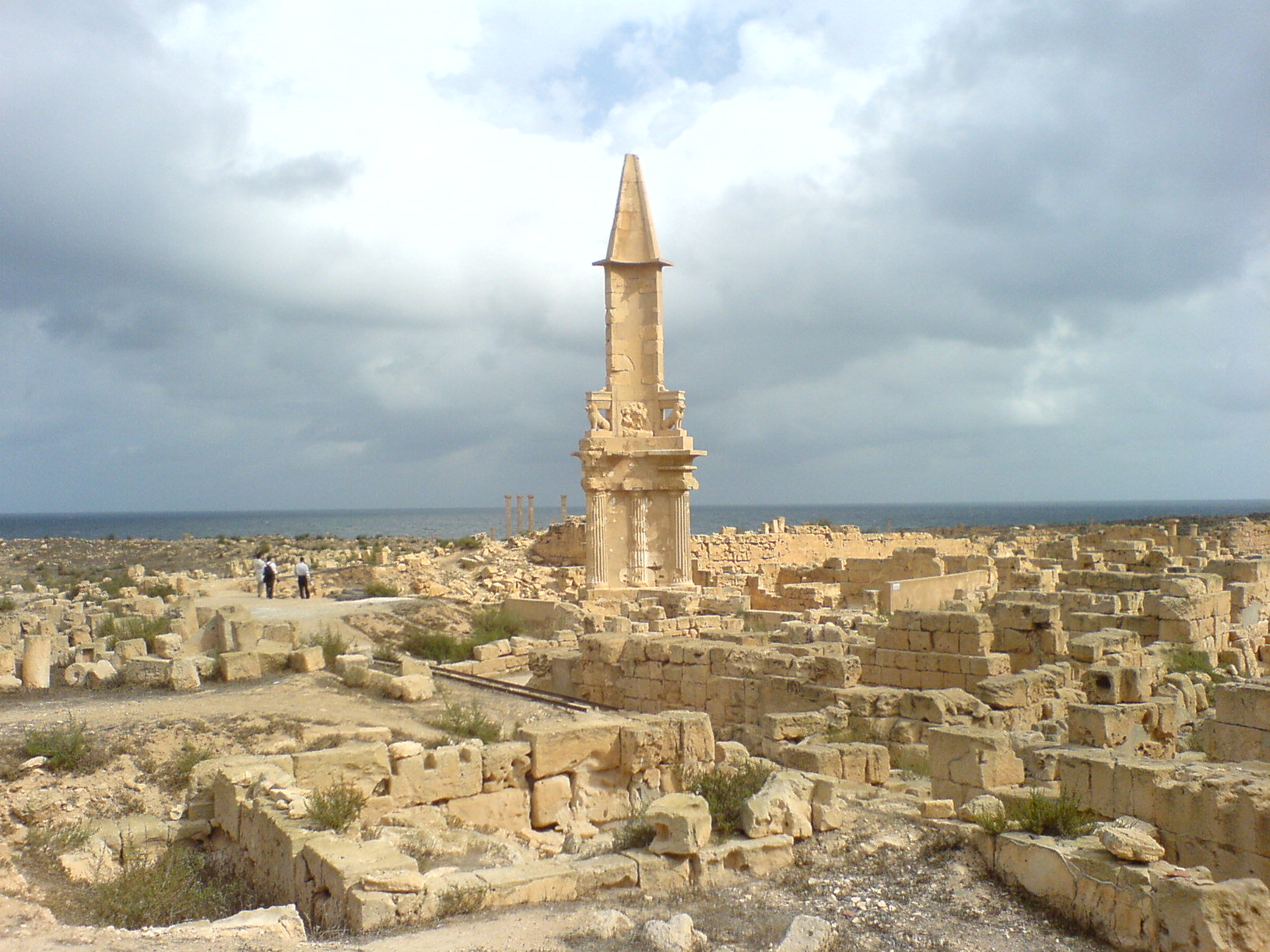
Mausolée de Bès à Sabratha.

Auguste fonde notamment un cercle de colonies de droit romain autour de Carthage, mais également dans l'Afrique nouvelle aux confins de la Maurétanie. Ces colonies ont sans doute pour but de renforcer la romanisation de l'Afrique par l'implantation de noyaux citadins fonctionnant sur le modèle romain. La colonie augustéenne la plus importante fut celle de Cirta, située à l'intérieur de de la principauté de Sittius qui n'était pas annexée à la province d’Afrique. À l’autre extrémité du territoire romain d'Afrique, la ville nouvelle de Carthage voit ses privilèges augmentés : elle devient capitale de la province, bénéficie d’une exemption fiscale et surtout est dotée d’un territoire étendu, la pertica Carthagensis, semé de pagi et de castella, communautés de Romains installés en Afrique mais ne constituant pas des cités.
Au second rang se trouvent les municipes, villes qui reçoivent des privilèges d’administration comparables aux villes d'Italie, sans apport de colons romains. Le statut de municipe participe donc à la promotion de villes d’origine indigène. Ces villes sont d'abord au nombre de trois, comptées parmi les sept villes libres du moment de la conquête romaine : Hippone, Utique et Musti. Ce statut de municipe leur est accordé parce que ces villes comptent une majorité de citoyens romains dans leur population, majorité issus des installations de vétérans par Marius et César. Leurs institutions, calquées sur celles de Rome, se distinguent de celles des villes indigènes principalement par la présence d’un sénat, aussi appelé curie, et d’assemblées du peuple.

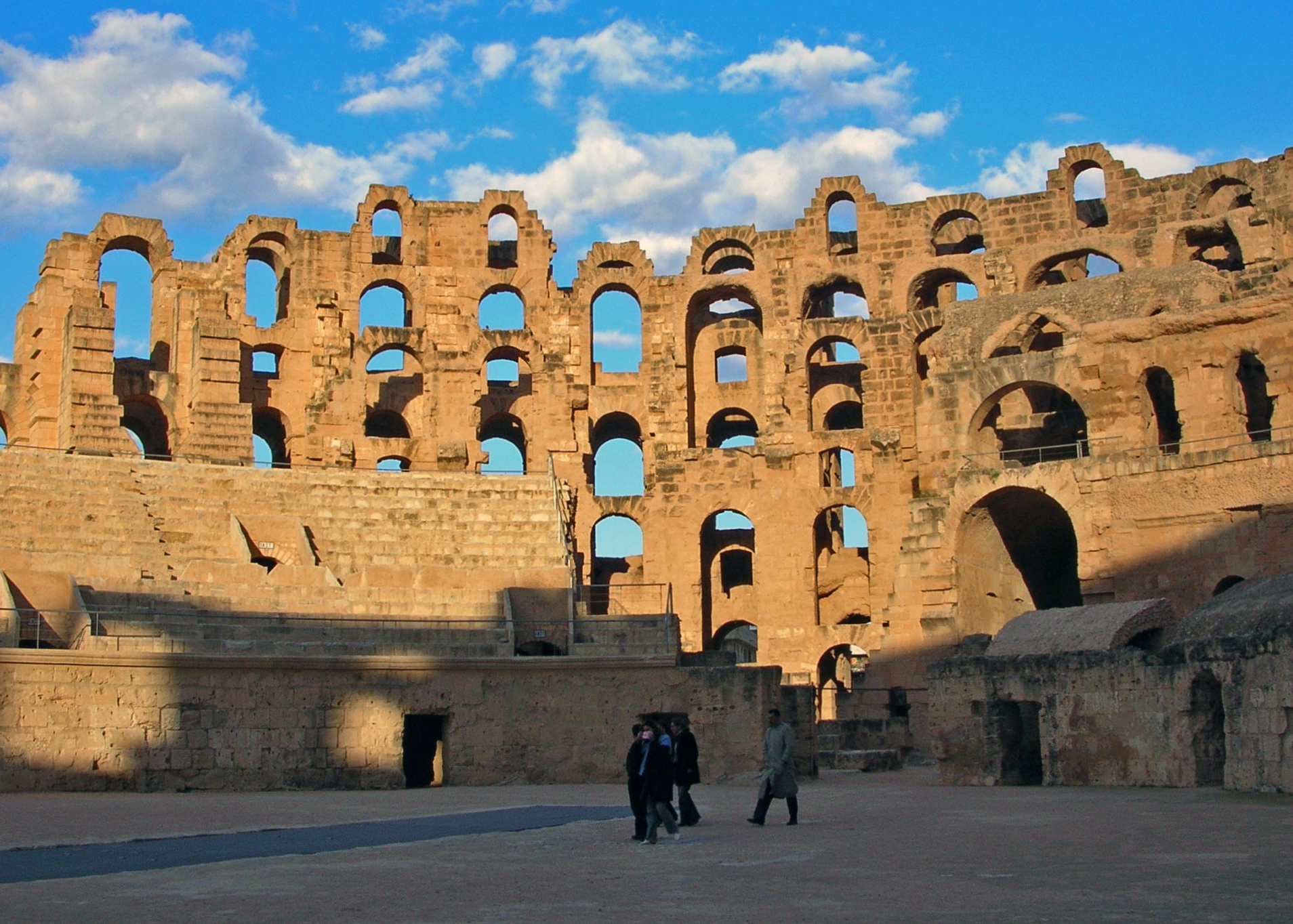
Amphithéâtre d'El Jem.

Les membres des curies des municipes et des colonies, les décurions, constituent un ordre (ordo), l'ordre décurional, qui a ses privilèges et son cursus honorum : édile, duumvir, duumvir quinquennal (censeur), enfin flamine perpétuel quand on administre le culte impérial. Cette dernière charge est particulière puisqu'elle est exclusivement religieuse. Enfin, le questeur ne fait pas partie du cursus honorum, c'est plus une corvée. Au moment de leur entrée en charge, les magistrats doivent acquitter une somme honoraire qui constitue une bonne part du budget de la cité : 38 000 sesterces pour les duumvirs à Carthage, 20 000 à Cirta.
Au-dessous, les villes indigènes reçoivent le statut de cités pérégrines, qui leur reconnait une personnalité juridique propre et le pouvoir de s’administrer selon leurs propres coutumes. On y trouve souvent une administration dirigée par deux magistrats appelés les suffètes, qui semble avoir une origine carthaginoise et se retrouve dans les villes les plus importantes. Nombre de villes de plus petite taille sont dirigées par un conseil de onze membres, appelés les undecimprimi. Ces cités pérégrines restaient en dehors du droit romain et leurs habitants ne bénéficient pas de la citoyenneté romaine.

#### Rapports avec le royaume de Maurétanie
Le royaume de Maurétanie était en droit totalement indépendant de Rome, même si dans les faits les souverains maures devaient composer avec la politique romaine pour conserver leurs États. Cette situation prit fin en 33 av. J.-C. quand le roi Bocchus II légua son royaume à Octave. 
Cette cession n’était pas sans ambiguïté politique pour le futur Auguste : se posant en restaurateur des valeurs morales anciennes et respectant en apparence la légalité républicaine, il lui était impossible de devenir roi. 
Il choisit donc une solution complexe : il donna le royaume à l’ager publicus (c’est-à-dire qu'il en fit la propriété du Peuple Romain), mais y installa un souverain, le prince numide Juba II, fils du dernier roi de Numidie orientale, qui avait été élevé par la sœur d’Auguste, Octavie.
Juba II fut marié avec Cléopâtre Séléné, fille de Marc Antoine et de Cléopâtre. Le nouveau roi, installé sur le trône en 25 av. J.-C., devait servir de symbole de l’union de l’Afrique avec la romanité. La Maurétanie forma donc un royaume distinct de la province d’Afrique proconsulaire jusqu’à la mort de Ptolémée le fils de Juba et de Cléopâtre en 39 ap. J.-C. Dès 41, la Maurétanie fut organisée en provinces romaines, Tingitane et Césarienne. Les Maurétanies sont alors des provinces impériales, alors que la Proconsulaire, dont elles forment en quelque sorte des marches moins romanisées, moins urbanisées, est une province sénatoriale.
La Maurétanie est divisée en deux provinces séparées par une bande littorale de 300 km aux abords de la rivière Moulouya :
- la Maurétanie tingitane, autour de Tingi (Tanger), Volubilis et Sala (Rabat), et
- la Maurétanie césarienne, autour de Césarée (Cherchell), ancienne capitale de Juba II.

Un procurateur ducénaire (qui gagne 200 000 sesterces par an), nommé par l'empereur, gouvernait ces provinces, avec pour la défendre des unités auxiliaires, divisées en ailes de cavalerie et en cohortes d'infanterie, souvent composées de cavaliers émésiens.
La défense de ces provinces était assurée, en Maurétanie Tingitane par une quinzaine de forts, notamment postés sur la rivière Sebou, et un mur entre Sala et l'Atlas, au sud, en Maurétanie Césarienne, avec deux routes militaires parallèles au littoral.
La Maurétanie sera aussi réorganisée par Dioclétien à la fin du IIIe siècle : la Maurétanie sétifienne est détachée de la Césarienne, tandis que la Maurétanie Tingitane est rattachée à la préfecture d'Espagne.

#### L'armée: laLegio III Augusta

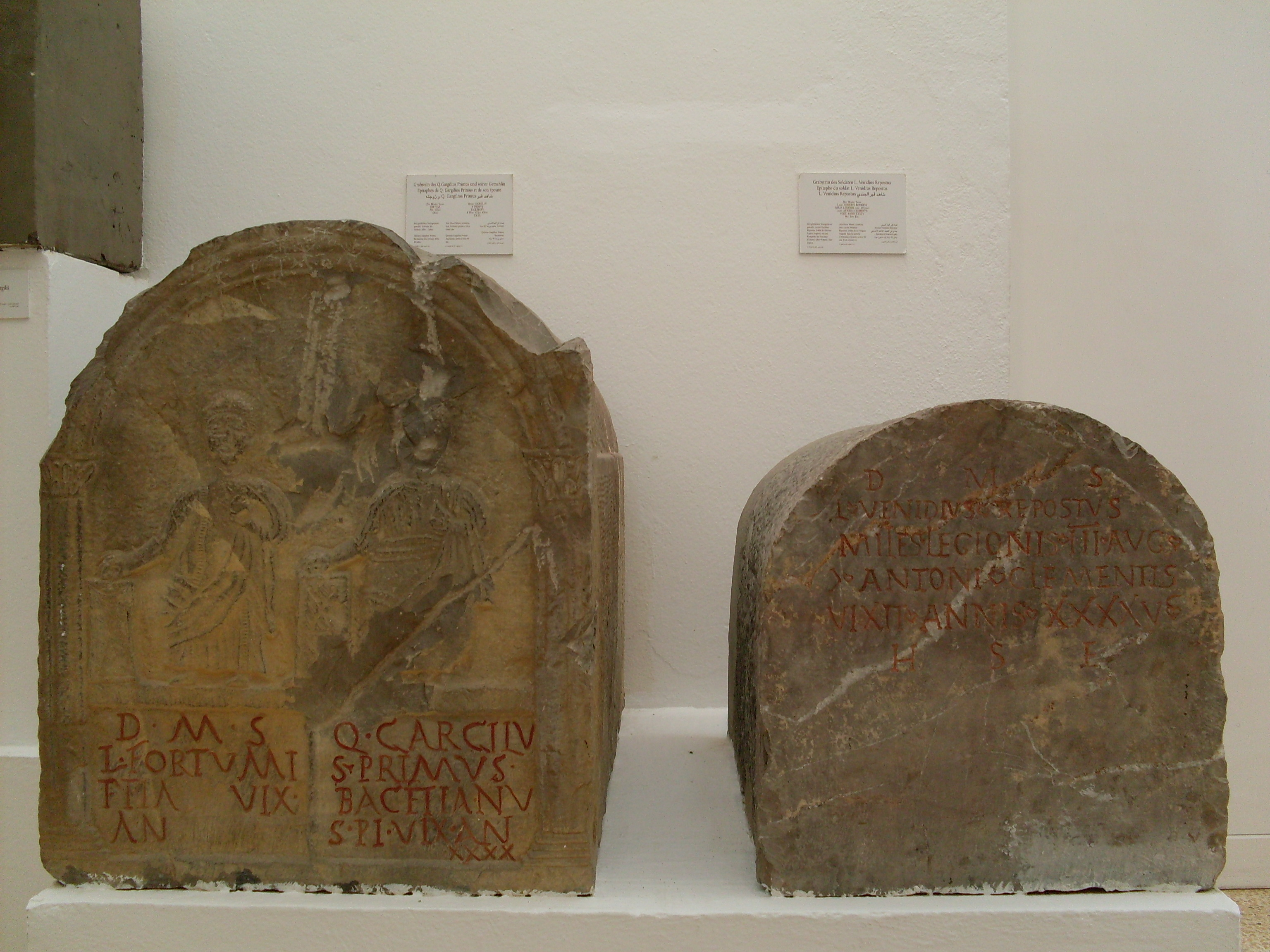
Deux stèles funéraires au musée de Chemtou (en Tunisie) portant des inscriptions latines de la III Augusta

En 27 av. J.-C., Auguste annexa la Numidie orientale ou Afrique neuve à la province d’Afrique ancienne. Ce faisant, il laissa en place de manière permanente une légion, la III Augusta. Le rôle de cette légion fut d’une grande importance dans l’histoire de la province.
Une cohorte était détachée à Carthage, sous les ordres directs du proconsul, pour assurer la protection et la police de la ville et de la pertica de Carthage. L’armée romaine en Afrique est constituée de la légion, mais aussi d’unités auxiliaires, qui forment la moitié de l’effectif.
Entre 37 et 41, l’empereur Caligula retire au proconsul d’Afrique le commandement de la III Augusta. C’est donc la seule légion à ne pas être sous la direction du gouverneur de sa province de résidence puisqu'un légat impérial nommé par l'empereur la commande.
Cette « exception africaine » illustre bien la position particulière de la province d’Afrique. Cette légion est d'abord basée à Ammaedera, puis à Theveste en 75 apr. J.-C., puis à Lambese, qui devient définitivement son quartier général, en 115 apr. J.-C. La légion, après le légat, est commandée par six tribuns (chevaliers) dont l'un, le tribun laticlave, est un futur sénateur. Au-delà du quartier général, la légion envoie des missions, les vexilationes, et des groupes en détachement, souvent composées de manières ethniques, les numera.

#### Événements notables
La présence permanente d’une armée en Afrique est rendue nécessaire par l’insécurité que font peser sur la province les tribus gétules du sud de l’Atlas. Entre 17 et 24, un ancien membre des troupes auxiliaires romaines, Tacfarinas, rassemble autour de lui une confédération tribale, les Musulames, qui rassemble des Gétules du sud de la Proconsulaire. Il s’allie avec les Cinithiens, peuple berbère installé près de la petite Syrte, et avec des tribus maures révoltées contre Ptolémée. Il encercle donc les possessions romaines en Afrique. Malgré l’intervention d’une seconde légion, la IX Hispanica, en 20 aux côtés de la III Augusta, Tacfarinas n’est pas défait. Le conflit s’apaise finalement avec la reconnaissance par le proconsul d’Afrique des droits de passage des tribus gétules en territoire romain.
Après les révoltes de Tacfarinas, les armées romaines d'Afrique doivent faire face à l'agitation des Nasamons et des Garamantes en Tripolitaine, sous les Flaviens, puis à des révoltes des tribus maures, qui envahissent l'Espagne en passant par la Tingitane en 171.

### Période du Bas-Empire
Les Maures fomentent de nouveau des troubles en Césarienne dans les années 220 et les Austuriens assiègent Leptis Magna en 253.
La province d'Afrique connaît aussi des conflits internes : 
- prise du pouvoir du gouverneur Gordien Ier, en 238, qui se proclame empereur. Cela entraîne la suppression momentanée de la Legio III Augusta[21].
- les troupes de Maxence pillent Carthage en 310[22],
- révolte de Firmus en 375[23],
- révolte de son frère Gildon, comte d'Afrique, en 397-398[24].

Au Ve siècle, l'Afrique connait l'invasion des Vandales (Genséric), qui prennent Carthage en 439 et instaurent le royaume vandale. La province est reprise par Justinien un siècle plus tard.

## Liste (partielle) des proconsuls d'Afrique sous la République
- Publius Cornelius Scipio Africanus Aemilianus (-146)
- Lucius Calpurnius Bestia (-111)
- Spurius Postumius Albinus (-110/ -109)
- Quintus Caecilius Metellus Numidicus (-109/ -107)
- Caius Marius (-107/ -105)
- Lucius Cornelius Sulla (-105)

Durant les guerres civiles des années -80 aux années -40, il est difficile de connaitre les gouverneurs légitimes à cause des différentes factions qui contrôlent la province.
- Lucius Marcius Philippus (-96/ -95)
- Publius Sextilius (-88/ -87)
- Quintus Caecilius Metellus Pius (-86/ -84)
- Titus Statilius Taurus (-36 à -34)

## Liste (partielle) des proconsuls d'Afrique sous le haut-empire

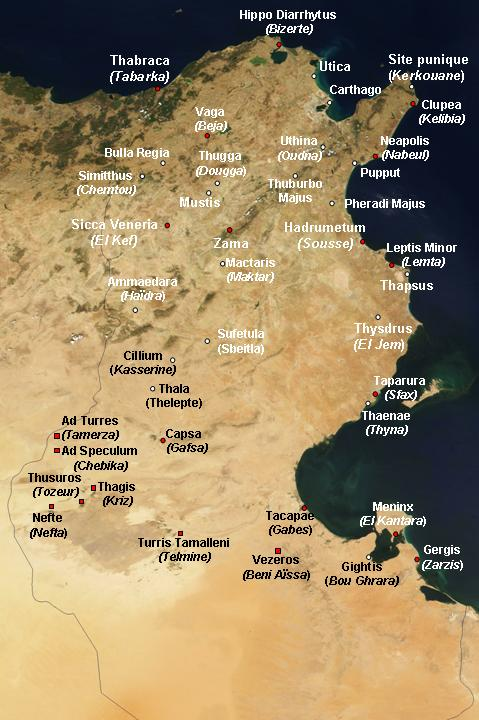
Sites archéologiques puniques et romains sur le territoire de l'actuelle Tunisie. Point blanc : sites archéologiques importants. Point rouge: autres sites antiques

### Règne d'Auguste
- Lucius Autronius Paetus (-28 à -29)
- Marcus Acilius Glabrio (-25)
- Lucius Sempronius Atratinus (? à -21 ou -20)
- Lucius Cornelius Balbus (-20 à -19)
- Caius Sentius Saturninus (-14 à -13)
- Lucius Domitius Ahenobarbus (-13 à - 12)
- Publius Quintilius Varus (-8 à -7)
- Lucius Volusius Saturninus (-7 à -6)
- Africanus Fabius Maximus (-6 à -5)
- Cnaeus Calpurnius Piso (-3 ?)
- Lucius Cornelius Lentulus (vers 4)
- Lucius Passienus Rufus (vers 4/5)
- Cossus Cornelius Lentulus Gaetulicus (vers 5/6)
- Lucius Caninius Gallus (vers 8)
- Lucius Nonius Asprenas (14 à 15)

### Règne deTibère
- Lucius Aelius Lamia (15 à 16)
- Marcus Furius Camillus (17 à 18)
- Lucius Apronius (18 à 21)
- Quintus Iunius Blaesus (21 à 23)
- Publius Cornelius Dolabella (23/24)
- Caius Vibius Marcius (26 à 29)
- Marcus Iunius Silanus (29 à 35)
- Caius Rubellius Blandus (35 à 36)
- Servius Cornelius Cethegus (36 à 37)

### Règne de Caligula
- Lucius Calpurnius Piso (38 à 39)
- Lucius Salvius Othon (40 à 41)

### Règne de Claude
- Quintus Marcius Barea Soranus (41 à 43)
- Servius Sulpicius Galba (44 à 46)
- Marcus Servilius Nonianus (46/47)
- Titus Statilius Taurus (52 à 53)
- Marcus Pompeius Silvanus Staberius Flavienus (53 à 56)

### Règne de Néron
- Quintus Sulpicius Camerinus Petitus (56/57)
- Cnaeus Hosidius Geta (57/58)
- Quintus Curtius Rufus (58/59)
- Aulus Vitellius (60/61)
- Lucius Vitellius (61/62)
- Servius Cornelius Scipio Salvidienus Orfitus (62/63)
- Titus Flavius Vespasianus (63/64)
- Caius Vipstanus Apronianus (68)

### Année des 4 empereurs
- Lucius Calpurnius Piso (69 à 70)

### Règne de Vespasien
- Lucius Iunius Quintus Vibius Crispus (71/72)
- Quintus Manlius Ancharius Tarquitius Saturninus (72/73)
- Quintus Iulius Cordinus Caius Rutilius Gallicus comme légat d'Auguste propréteur (74)
- Caius Paccius Africanus (77/78)
- Publius Galerius Trachalus (78/79)

### Règne de Domitien
- Lucius Nonius Calpurnius Torquatus Asprenas (82/83)
- Sextus Vettulenus Cerialis (83/84)
- Cnaeus Domitius Lucanus (84/85)
- Cnaeus Domitius Tullus (85/86)
- Lucius Funisulanus Vettonianus (91/92)
- Asprenas (92/93)

### Règne de Nerva et de Trajan
- Marius Priscus (97/98)
- Caius Cornelius Gallicanus (98/99)
- Caius Octavius Tidius Tossianus Lucius Javolenus Priscus (101/102)
- Lucius Cornelius Pusio Annius Messalla (103/104)
- Quintus Peducaeus Priscinus (106/107)
- Caius Cornelius Rarus Sextius Naso (108/109)
- Quintus Pomponius Rufus (110/111)
- Caius Pomponius Rufus Acilius Priscus Coelius Sparsus (112/113)
- Aulus Caecilius Faustinus (115/116)
- Caius Iulius Plancius Varus Cornutus Tertullus (116/117)

### Règne Hadrien
- Lucius Roscius Aelianus Maecius Celer (117/118)
- Marcus Vitorius Marcellus (120/121)
- Lucius Minicius Natalis (121/122)
- Marcus Appius Bradua (incertain 122/123)
- Lucius Catilius Severus Iulianus Claudius Reginus (124/125)
- Lucius Stertinius Noricus (127/128)
- Marcus Pompeius Macrinus Neos Theophanes (130/131)
- Tiberius Iulius Secundus (131/132)
- Caius Ummidius Quadratus Sertorius Severus (133/134)
- Caius Bruttius Praesens Lucius Fulvius Rusticus (134/135)
- (...)catus Publius Valerius Priscus (136/137)
- Lucius Vitrasius Flamininus (137/138)

### Règne d'Antonin le Pieux
- Titus Salvius Rufinus Minicius Opinianus (138/139)
- Titus Prifernius Paetus Rosianus Geminus (140/141)
- Sextus Iulius Maior (vers 141 à 142)
- Publius Tullius Varro (142 à 143)
- Marcus Atilius Metilius Bradua Caucidius Tertullus (vers 150)
- Lucius Minicius Natalis Quadronius Verus (153 à 154)
- (Ennius?) Proculus (156 à 157)
- Lucius Hedius Rufus Lollianus Avitus (157 à 158)
- Claudius Maximus (vers 158/159)
- Quintus Egrilius Plarianus (vers 159)
- Titus Prifernius Paetus Rosianus Geminus (vers 160/161)

### Règne de Marc-Auréle
- Quintus Voconius Saxa Fidus (161/162)
- Sextus Cocceius Severianus (vers 162/163)
- Servius Cornelius Scipio Salvidienus Orfitus (164)
- Manius Acilius Glabrio Cnaeus Cornelius Severus (vers 166/167)
- Publius Salvius Iulianus (167/168)
- Titus Sextius Lateranus (168/169)
- Caius Serius Augurinus (169/170)
- Strabo Aemilius (vers 172)
- Caius Aufidius Victorinus (vers 173/174)
- Caius Septimius Severus (174/175)
- Publius Iulius Scapula Tertullus (178/179 ou 179/180)
- Publius Vigellius Raius Plarius Saturninus Atilius Barduanus Caucidius Tertullus (180/181)

### Règne de Commode
- Marcus Antonius Zeno (183/184 ou 184/185)
- Publius Helvius Pertinax (188/189 ?)
- Marcus Didius Iulianus (189/190 ?)
- Pollienus Auspex (entre 185 et 190)
- Caius Vettius Sabinianus Iulius Hospes (190/191 ?)
- Lucius Vespronus Candidus Sallustius Sabinianus (191/192 ?)

### 2eannée des 4 empereurs
- Publius Cornelius Anullinus (192/193)

### Règne de Septime-Sévere
- Cingius Severus (196/197 ?)
- Lucius Cossonius Eggius Marullus (198/199)
- Caius Iulius Asper (200/201 ou 204/205)
- Marcus Umbrius Priscus (vers 201)
- Minicius Opinianus (vers 202)
- (Publius Aelius?) Hilarianus (vers 203)
- Rufinus (203/204)
- Marcus Valerius Bradua Mauricus (vers 205)
- Titus Flavius Decimus (208/209 ou 209/210)
- Marcus Ulpius Arabicus (210/211)
- Caius Valerius Pudens (211/212)

### Règne de Caracalla
- Scapula, (212/3);
- Lucius Marius Maximus Perpetuus Aurelianus (213-215 ou 214–216)
- Caius Caesonius Macer Rufinianus (entre 212 et 215)
- [...]mus (216/217)
- Sextus Cocceius Vibianus (sous Septimius Severus ou, plus probablement, sous Caracalla)
- Appius Claudius Julianus (entre 212 et 220)
- Gaius Caesonius Macer Rufinianus (entre 213 et 215)
- Marius Maximus (entre 213 et 217)

### Règne d'Heliogabal et de Sévère Alexandre
- Lucius Marius Perpetuus (c. 220)
- Cassius Dio (c. 221)
- Gaius Octavius Appius Suetrius Sabinus (c. 230)

### Crise du IIIe siècle
- Marcus Antonius Gordianus Sempronianus Romanus (237)
- Sabinianus (240)
- Lucius Caesonius Lucillus Macer Rufinianus (c. 240)
- Aspasius Paternus (257–258)
- Galerius Maximus (258–259)
- Lucius Messius [...] (entre 259 et 261)
- ? Vibius Passienus (entre 260 et 268)
- Lucius Naevius Aquilinus (entre 260 et 268)
- Sextus Cocceius Anicius Faustus (entre 265 et 268)
- Firmus (278)
- Lucius Caesonius Ovinius Manlius Rufinianus Bassus (c. 275)
- Gaius Julius Paulinus (283)
- Titus Claudius Aurelius Aristobulus (290–294)
- Cassius Dio (294–295)
- Titus Flavius Postumius Titianus (295–296)
- Lucius Aelius Helvius Dionysius (296–300)

## Hiérarchie des cités
La dynastie des Flaviens relance la politique de promotion du modèle de la cité en Afrique qu’avait suivie Auguste. Cette politique subit toutefois des aménagements qui traduisent la plus grande part accordée à la promotion des cités indigènes.

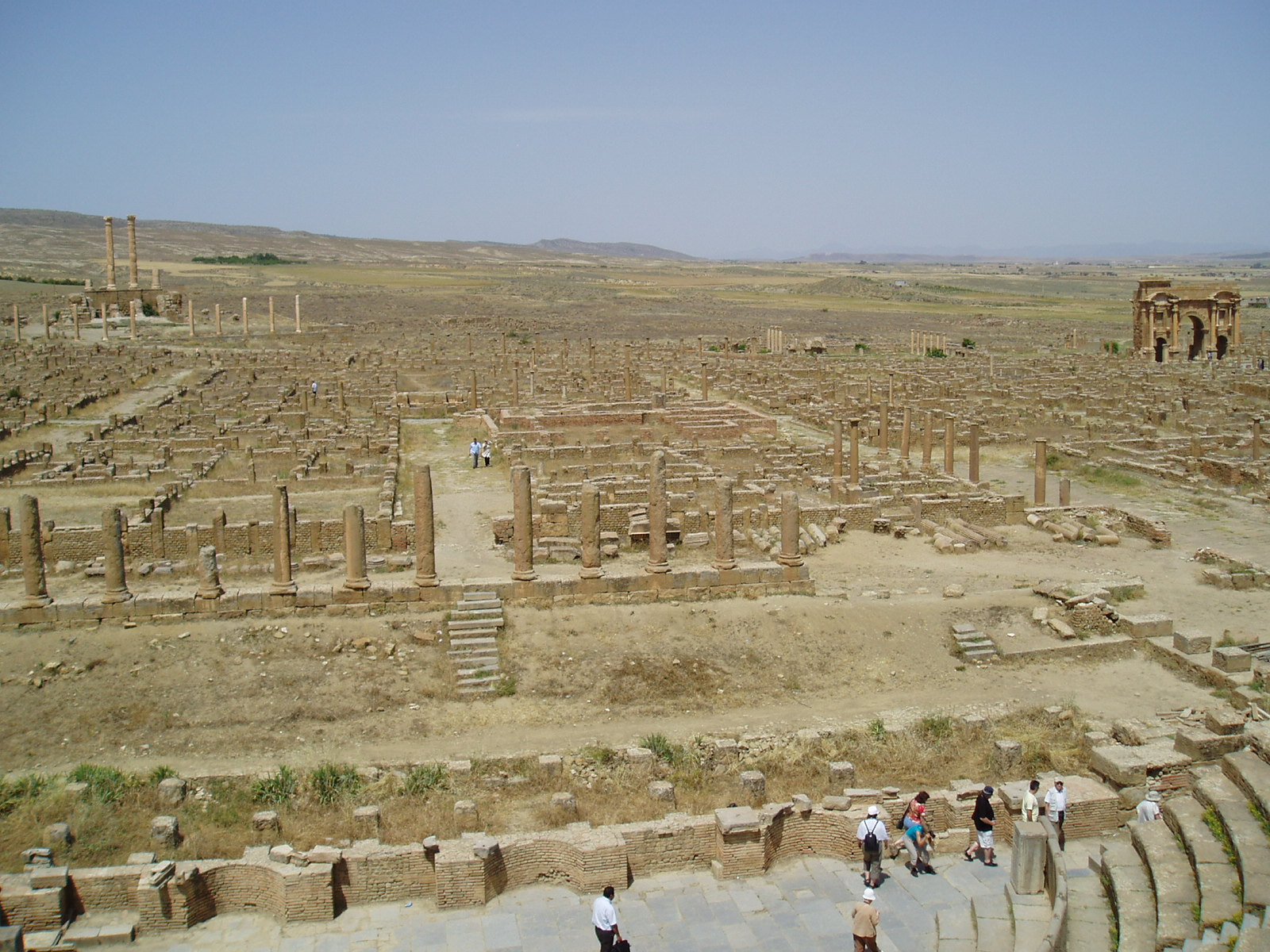
Colonie de Timgad

Tout d’abord on peut remarquer un essoufflement du mouvement de colonisation à proprement parler, c’est-à-dire de fondation de cités dépendantes de Rome par un groupe de citoyens romains, le plus souvent vétérans. La dernière colonie fondée, celle de Timgad l’est en 100, au moment où la pax romana semble désormais s’étendre à l’Afrique avec l’arrêt des raids de tribus gétules, maures ou sahariennes. Le statut de colonie devient en Afrique un statut purement honorifique qui décore les villes s’étant le plus complètement assimilées au modèle romain.
À l’autre bout de l’échelle des cités, le statut du municipe évolue. Les municipes républicains et augustéens étaient des municipes de droit romain, c’est-à-dire des cités organisées institutionnellement sur le modèle de Rome, avec des magistrats, un sénat et des assemblées du peuple, le municipes flaviens sont des municipes de droit latin. Le droit latin remonte aux première phases de l’expansion romaine, il avait été réactivé par César qui avait distingué plusieurs villes en Narbonnaise de ce statut. La principale distinction du droit latin vis-à-vis du droit romain, c’est le fait que la citoyenneté romaine n’est pas attribuée à toute la population des municipes de droit latin, mais seulement à leurs élites. L’utilisation de ce droit, jusque-là restreint à la Narbonnaise, par les Flaviens révèle la volonté de ceux-ci d’associer les élites indigènes au processus de romanisation.
Une autre innovation est l’utilisation du droit latin délié du statut municipal. En effet le droit latin est concédé à des cités pérégrines modestes où les élites sont trop peu nombreuses pour former un sénat, ce qui les empêche de bénéficier du statut municipal. Ainsi l’association des élites à la Romanitas dépasse le strict cadre des villes importantes.
Une véritable échelle honorifique du statut des villes est ainsi mise en place, la cité pérégrine acquérant ainsi progressivement le droit latin, le municipat, le droit romain et ambition suprême le statut de colonie honoraire. Les différentes cités et leurs élites se lancent ainsi dans une course au statut auprès des empereurs, envoyant notamment des ambassades chargées d’acquérir un statut supplémentaire, témoignage de la réussite de la cité. En effet les villes d’Afrique bénéficient pendant tout le haut-empire d’un contexte économique particulièrement florissant.

## Religion

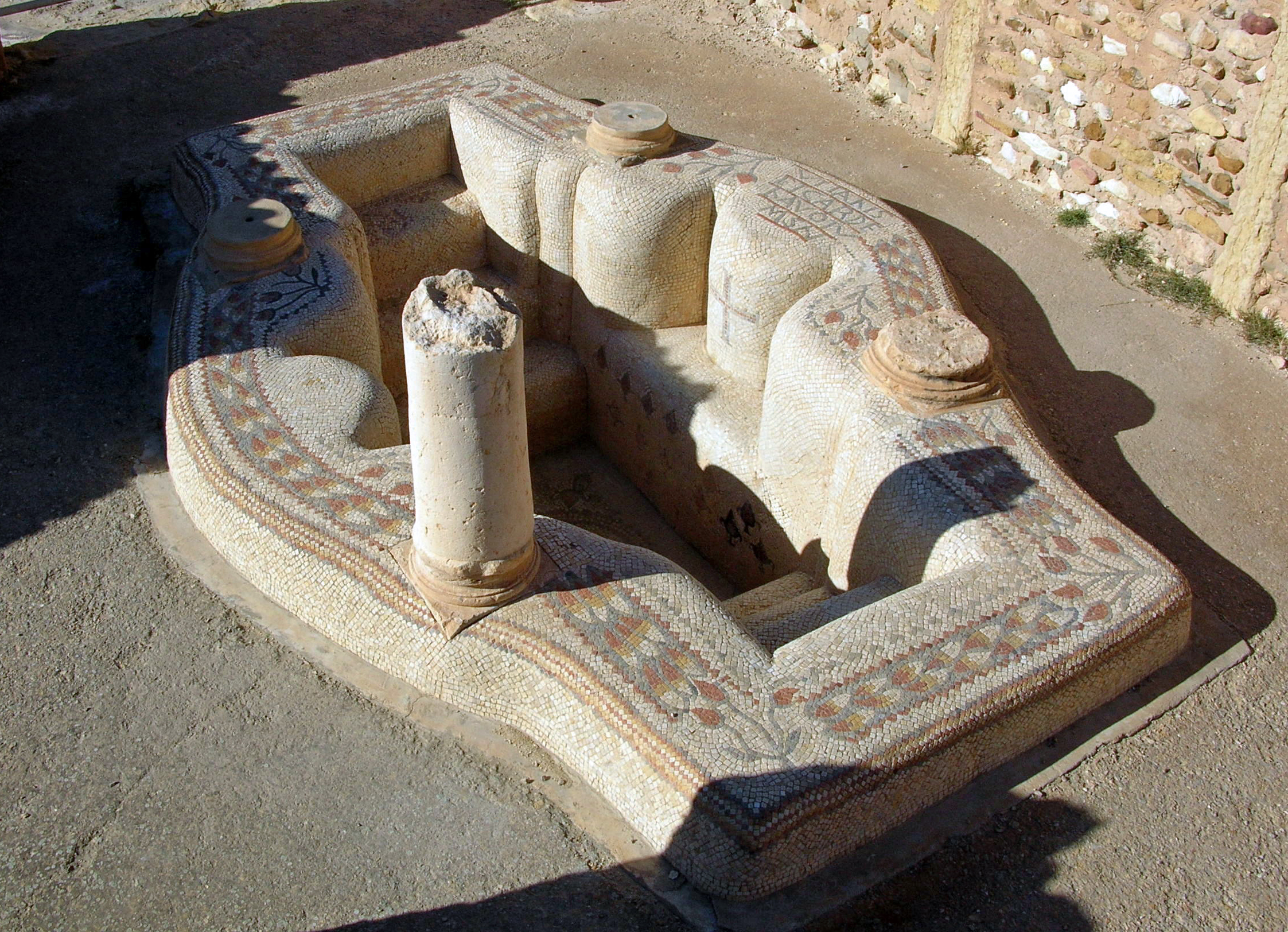
Baptistère de l'église de Vitalis à Sbeïtla (en Tunisie).

L'année 312 constitue un grand tournant dans l’histoire de l’Empire romain et de l’Afrique romaine : c’est la conversion de Constantin le Grand au christianisme. Auparavant, les chrétiens étaient la cible de persécutions périodiques, dues non pas tant à leur qualité de chrétiens qu’à leur refus de participer au culte impérial, par lequel chaque citoyen romain manifeste son appartenance à l’Empire. Après 312, les chrétiens sont théoriquement en position de force, ce qui ne signifie pas la disparition de toutes les autres religions, au contraire. Le christianisme n'a jamais réussi complètement à s’imposer dans les faits à l’ensemble de la population africaine.
La religion des Africains se compose de plusieurs strates : la strate libyque qui est une survivance des cultes rendus aux dieux des panthéons numides et maures à une époque où de puissants royaumes « berbères » occupaient l’espace des futures provinces africaines. De telles survivances sont avant tout observables dans le milieu rural, ainsi que saint Augustin, évêque d’Hippone, l’atteste dans plusieurs de ses lettres. Quelques-uns de ces dieux sont Macurgum, le guérisseur, Macurtam et Iunam, les cavaliers, pour la Numidie et la Proconsulaire, la déesse Aulisia en Maurétanie ; dans cette dernière province, les magistrats romains de l’époque antérieure à la légalisation du christianisme, soucieux de se concilier les dieux locaux, mais ayant des difficultés à prononcer leurs multiples noms, se contentent de les désigner sous le vocable latin de Dii Mauri.

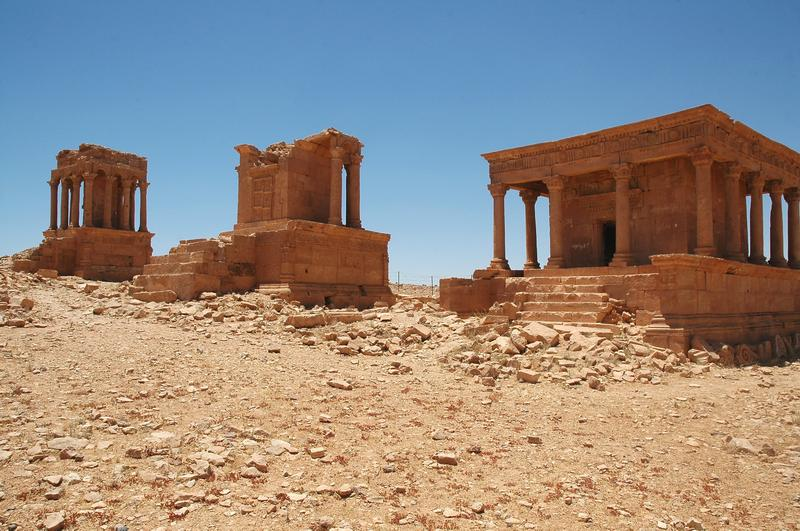
Temple dédié à Agurzil dans le nécropole de Ghirza.

La deuxième strate se compose des survivances de la religion punique, c’est-à-dire des dieux honorés par Carthage, avant sa destruction de 146 avant Jésus-Christ. Dans un premier temps, les romains conquérants ont tenté de se rallier ces dieux par le rite de l’evocatio puis, progressivement, ces dieux ont pris un nouveau visage, au contact de la civilisation romaine. Les deux principaux dieux puniques étaient Baal Hammon et Tanit, protectrice de Carthage et ils ont été assimilés au Saturne et à la Caelestis romains, par le biais de l’interpretatio romana, terme employé par Tacite dans ses œuvres, qui désigne une sorte de syncrétisme ; tout en ayant trouvé des équivalents romains, ces dieux ont conservé leurs particularités africaines, ce que l’historien Le Glay a parfaitement analysé dans son œuvre maîtresse intitulée Saturne africain. Le temple de Saturne à Thugga, par exemple, prend la forme d’un temple punique. Macurgum et Eshmoun sont associés à Esculape, Melqart à Hercule.

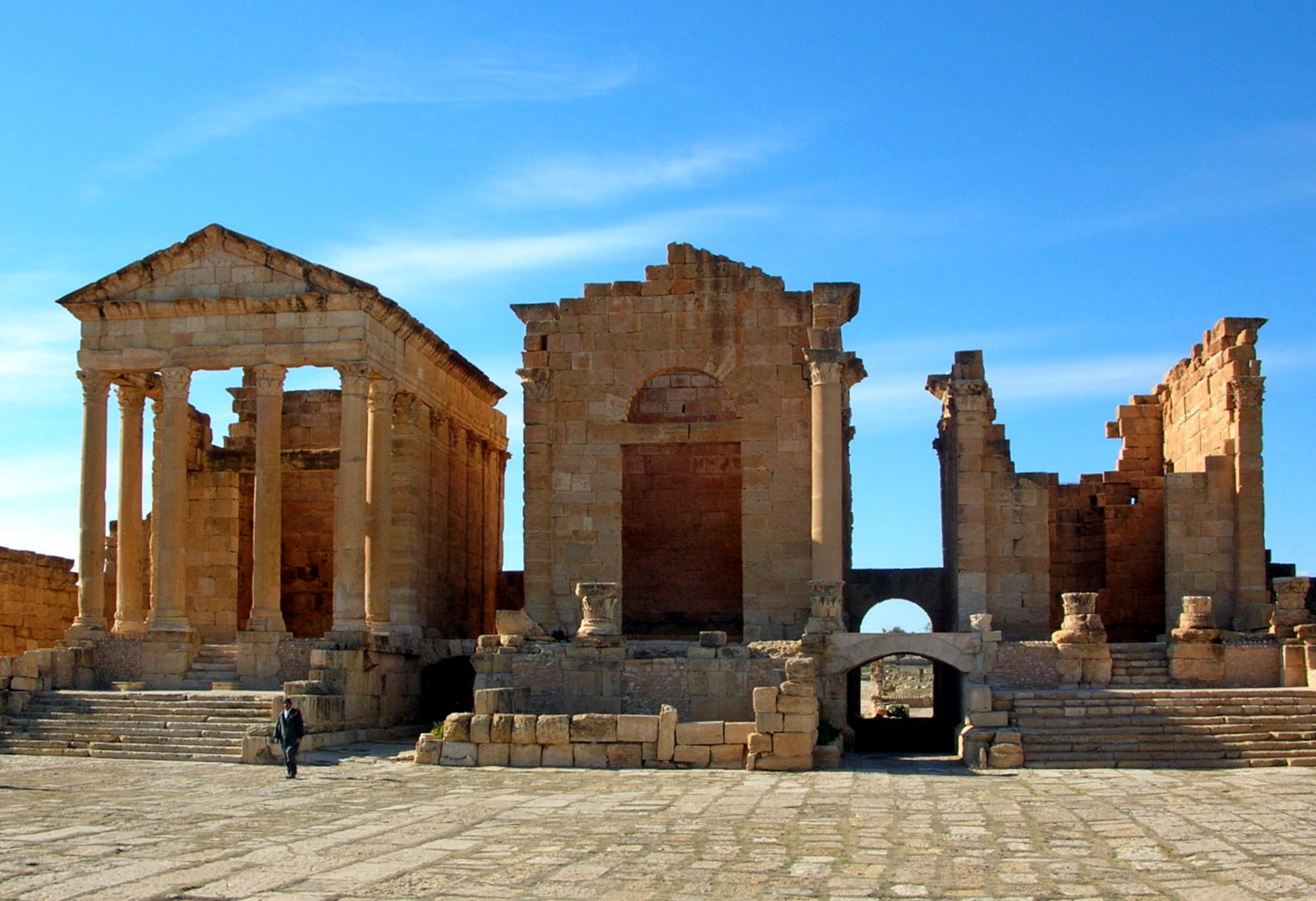
Temples de la Triade capitoline à Sbeïtla : Minerve (à gauche), Jupiter (au centre), Junon (à droite).

La troisième strate est celle de la religion romaine officielle qui ne s'impose pas par la force mais qui contraint tout de même les habitants de l’Empire ayant acquis la citoyenneté romaine, à adhérer à quelques principes fondamentaux, résumés par l'adoption de la triade capitoline et du culte impérial.
Les cultes orientaux se diffusent rapidement, avec le concours des fonctionnaires, de l’armée surtout et des commerçants romains : Asclépios (Esculape) dès le IIe siècle, Mithra chez les militaires, surtout en Maurétanie, Cybèle, protectrice des Antonins, au IIe siècle, et Isis et Sérapis, consacrées par leur apparition sur l'arc de triomphe de Lepcis de Septime Sévère.
Le culte impérial prend des formes animistes avec une source consacrée à Septime Sévère, près de Timgad… enfin le sacrifice d'enfants fait l’objet de substitution : un agneau le remplace au dernier moment. Pourtant ils perdurent : au IIIe siècle on retrouvait encore de petites pierres tombales alignées, dans la campagne…
Le culte impérial est organisé par les municipalités : inscriptions, temples, confréries d'affranchis : les collèges de sévirs, flamines particuliers ou perpétuels, statues… et au niveau de la province au sein du conseil provincial des sacerdotales qui défend par ailleurs les intérêts de la province, auprès de l’empereur, contre les abus des gouverneurs. Pour le christianisme en Afrique voir l'essor et l'affirmation du christianisme africain.

#### 400
- Déclin de l'Empire romain d'Occident en Afrique
  - Royaume des Maures et des Romains (429-578)
  - Royaume du Ouarsenis (430-535)
  - Royaume vandale d'Afrique (435-534)
  - Royaume de Capsus
  - Royaume de l'Aurès (484-703)
  - Royaume des Nemenchas (?), royaume d'Hodna (?)
  - Royaume de la "Dorsale tunisienne"[27] (tribu des Frexes, Antalas (499-550c))
  - Royaume de Tripoli (480c-550c, Cabaon)
- Notitia provinciarum et civitatum Africae (484/490)

#### 500
- Expédition vandale en Tripolitaine (523)
- Empire byzantin (395-1204, 1261-1453)
  - Afrique du Nord byzantine (535-709), Préfecture du prétoire d'Afrique (534-585/591), Gennadios, Germanus (cousin de Justinien Ier)
  - Bélisaire (500-565), Jean l'Arménien, Solomon (gouverneur)
  - Guerre des Vandales (533-534), Gélimer (dernier roi vandale, 530-534)
  - Guerres byzantino-maures (en) (533-548)
  - Rébellion militaire de Stotzas (535-545)
  - Royaume d'Altava (578-708), Koceïla, Dihya (Kahina)
  - Exarchat de Carthage (585-698),
  - Liste de forteresses et fortifications au Maghreb byzantin (en)

#### 600
- Conquête musulmane du Maghreb (647-709)
- Ifriqiya : postérité de l'Afrique romaine (Constantinois, Tunisie, Tripolitaine)